# Dinera orientalis
Dinera orientalis là một loài ruồi trong họ Tachinidae.